# Lotus E21
La Lotus E21 è una vettura da Formula 1 realizzata dal Lotus F1 Team per partecipare al Campionato mondiale di Formula 1 2013.

## Livrea e sponsor
La livrea è rimasta invariata rispetto all'anno precedente; alla classica combinazione nero-oro si aggiunge il rosso sul musetto, sull'ala posteriore (prima tutta rossa, ora solo la zona dello sponsor), sulle pance e sul cofano motore.
Rispetto all'anno precedente è stato aggiunto lo sponsor Burn, per il resto è identica con i loghi della Lotus e della Renault in bella mostra.

## Tecnica
Il disegno aerodinamico della vettura è simile a quello della sua progenitrice Lotus E20, in quanto mantiene nella parte anteriore il cosiddetto scalino. Le varie ali della vettura sono rimaste invariate, fatta eccezione per quanto riguarda le paratie laterali di quelle anteriori, in quanto si sono dovute adattare alla nuova spalla delle gomme Pirelli. Totalmente invariato si presenta invece lo schema push rod per le sospensioni anteriori, mentre quelle posteriori adottano un sistema pull rod derivato dalla RB8. La bocca dei radiatori è stata contornata da un deviatore di flusso a ponte. Lo scarico è stato studiato per massimizzare l'effetto Coandă e portare il soffio rovente al piede della ruota posteriore. La pancia è molto scavata nella parte inferiore, in modo tale da agevolare il passaggio dell'aria sotto l'area degli scarichi. La presa dei freni posteriore è stata disegnata per sfruttare al massimo l'effetto degli scarichi e la sua funzione è principalmente aerodinamica, visto che è utile all'aumento del carico verticale e solo marginalmente serve anche al raffreddamento dell'impianto frenante. Il sistema DRS dell'alettone ha subito degli aggiornamenti.

## Stagione
Il team di Enstone conferma per il secondo anno consecutivo la coppia formata da Kimi Räikkönen e da Romain Grosjean.
La scuderia ripete le ottime prestazioni dell'anno precedente iniziando con una vittoria ottenuta da Räikkönen in Australia, il team continuerà a piazzarsi con abbastanza regolarità a podio con Grosjean che raccoglierà in America il suo miglior piazzamento stagionale (un secondo posto).
Al termine della stagione il bilancio recita di nuovo il quarto posto nei costruttori per la Lotus ma con 12 punti in più conquistati rispetto alla sua antenata (315 contro i 303 della passata stagione). Nel campionato piloti invece Grosjean si piazza al settimo posto (suo miglior risultato in carriera) mentre Räikkönen chiude quinto non disputando le ultime due gare per problemi fisici  venendo sostituito dal connazionale Heikki Kovalainen che non marca punti, piazzandosi entrambe le volte quattordicesimo in gara e classificandosi al ventunesimo posto nel campionato piloti.

## Piloti
| Piloti ufficiali     | Piloti ufficiali  | Piloti ufficiali  |
| Nazione              | Nome              | Numero            |
| -------------------- | ----------------- | ----------------- |
| Finlandia (bandiera) | Kimi Räikkönen    | 7 (1-17)          |
| Finlandia (bandiera) | Heikki Kovalainen | 7 (18-19)         |
| Francia (bandiera)   | Romain Grosjean   | 8                 |
| Collaudatori         |                   |                   |
| Nazione              | Nome              | Nome              |
| Belgio (bandiera)    | Jérôme d'Ambrosio | Jérôme d'Ambrosio |
| Italia (bandiera)    | Davide Valsecchi  | Davide Valsecchi  |
| Francia (bandiera)   | Nicolas Prost     | Nicolas Prost     |

## Risultati F1
| Anno | Team          | Motore                | Gomme | Piloti     |    |   |   |   |     |     |    |    |   |   |     |    |     |   |   |   |     |    |     | Punti | Pos. |
| ---- | ------------- | --------------------- | ----- | ---------- | -- | - | - | - | --- | --- | -- | -- | - | - | --- | -- | --- | - | - | - | --- | -- | --- | ----- | ---- |
| 2013 | Lotus F1 Team | Renault RS-27 2013 V8 | P     | Räikkönen  | 1  | 7 | 2 | 2 | 2   | 10  | 9  | 5  | 2 | 2 | Rit | 11 | 3   | 2 | 5 | 7 | Rit |    |     | 315   | 4º   |
| 2013 | Lotus F1 Team | Renault RS-27 2013 V8 | P     | Kovalainen |    |   |   |   |     |     |    |    |   |   |     |    |     |   |   |   |     | 14 | 14  | 315   | 4º   |
| 2013 | Lotus F1 Team | Renault RS-27 2013 V8 | P     | Grosjean   | 10 | 6 | 9 | 3 | Rit | Rit | 13 | 19 | 3 | 6 | 8   | 8  | Rit | 3 | 3 | 3 | 4   | 2  | Rit | 315   | 4º   |